# Žužići (Tinjan)
Pour les articles homonymes, voir Žužići.
Žužići (en italien : Zusi) est une localité de Croatie située en Istrie, dans la municipalité de Tinjan, dans le comitat d'Istrie. En 2001, la localité comptait 110 habitants.

## Démographie
| 1948 | 1953 | 1961 | 1971 | 1981 | 1991 | 2001 |
| ---- | ---- | ---- | ---- | ---- | ---- | ---- |
| 274  | 258  | 180  | 147  | 128  | 120  | 110  |